# Жезонкур
Жезонкур (фр. Gézoncourt) насеље је и општина у североисточној Француској у региону Лорена, у департману Мерт и Мозел која припада префектури Тул.
По подацима из 2011. године у општини је живело 172 становника, а густина насељености је износила 32,21 становника/km². Општина се простире на површини од 5,34 km². Налази се на средњој надморској висини од 230 метара (максималној 305 m, а минималној 205 m).

## Демографија
| 1962. | 1968. | 1975. | 1982. | 1990. | 1999. | 2011. |
| ----- | ----- | ----- | ----- | ----- | ----- | ----- |
| 81    | 99    | 107   | 112   | 134   | 132   | 172   |

График промене броја становника у току последњих година